# He 59
A Heinkel He 59 német bombázó repülő, amit az 1930-as években fejlesztettek ki. Torpedó bombázásra és felderítésre használták. A Luftwaffe és a Finn Légierő használta. 142 gép készült belőle. 1931 szeptemberében tettek vele próbarepülést. Maximális sebessége 235 km/h.
Bevetették a Condor légióban 1936-ban és 1937-ben a spanyol polgárháború idején. Később a második világháború első hónapjaitól használták újra. 1940 és 1941 között felderítő repülőgépként működtek a He 59-esek. 1941–42 között szállításra, mentésre és gyakorló repülésekre használták a He 59-eseket. 1943 augusztusában a Finn Légierő négy Heinkel He 59-est bérelt Németországtól. Az ellenséges vonalak mögött felderítést, járőrözést végeztek a Condor légió kötelékében repülők.

## Külső hivatkozások
- aviastar.org: Heinkel He 59 leírás (angolul)
- historyofwar.org: Heinkel He 59 leírás (angolul)
- makettinfo.hu: Takács Zoltán: Heinkel He-59
- warbirdsresourcegroup.org: Heinkel He 59 leírás (angolul)